# Рапель
Рапель (исп. Río Rapel) — река в области Либертадор-Хенераль-Бернардо-О’Хиггинс в Чили.

## География
Река берёт начало из водохранилища Рапель. До строительства плотины начиналась от слияния рек Качапоаль (250 км) и Тингиририка (167 км) в горах Береговой Кордильеры; тогда это место называлось Ла-Хунта.
Рапель течёт на северо-запад и впадает в Тихий океан севернее Ла-Бока.
В 1968 году компанией Endesa на реке построена плотина Рапель высотой 112 метров и гидроэлектростанция мощностью 377 МВТ, водохранилище получило название Рапель, его воды используются для орошения и выработки электроэнергии (в среднем 541,68 миллионов киловатт-часов в год). Питание смешанное: дождевое — зимой, ледниковое — летом, поэтому до зарегулирования река имела двойной паводок — декабрь-январь и июнь-июль.
Длина реки составляет 60 км (вместе с Качапоалем — 310 км), а площадь бассейна равна 14 177 км².